# کالوم ایروینگ
کالوم ایروینگ (انگلیسی: Callum Irving؛ زادهٔ ۱۶ مارس ۱۹۹۳) بازیکن فوتبال اهل کانادا است.

## حرفه ورزشی
از باشگاه‌هایی که در آن بازی کرده‌است می‌توان به باشگاه فوتبال هیوستون دینامو اشاره کرد.
وی همچنین در تیم‌های ملی فوتبال Canada men's national under-20 soccer team، و Canada men's national under-20 soccer team، و کانادا بازی کرده‌است.